# Bombylius pusiellus
Bombylius pusiellus är en tvåvingeart som beskrevs av Neal L. Evenhuis och Greathead 1999. Bombylius pusiellus ingår i släktet Bombylius och familjen svävflugor. Inga underarter finns listade i Catalogue of Life.